# 梅肯 (內布拉斯加州)
梅肯（英語：Macon）是位於美國內布拉斯加州富蘭克林縣的非建制地區。

## 歷史
梅肯的郵局於1873年設立，其後於1955年停運。

## 地理
梅肯所處的海拔為高於海平面644米（即2113英呎），而該地所採用的時區為UTC-6，即北美中部时区（CST）。同時該地設有夏令時間，為UTC-6調快一小時，即UTC-5（CDT）。